# Gonzalo Miranda
Gonzalo Sabas Miranda Figueroa (6 oktober 1979) is een Chileens voormalig baan- en wegwielrenner die in 2018 reed voor Equipo Continental Municipalidad de Pocito.

## Carrière
Op de baan won Miranda gouden medailles op de Pan-Amerikaanse kampioenschappen en de Pan-Amerikaanse Spelen. Daarnaast verzamelde hij ook eremetaal op de Zuid-Amerikaanse Spelen. Als wegrenner won hij meerdere etappes in zijn thuisland, waaronder vier ritten in de Ronde van Chili. Zijn grootste overwinning is zijn zege op het nationale kampioenschap in 2008.

## Baanwielrennen

### Palmares
| Jaar  | CK    | P-AK                                       | WK    | Overig                                        |
| Elite | Elite | Elite                                      | Elite | Elite                                         |
| ----- | ----- | ------------------------------------------ | ----- | --------------------------------------------- |
| 2004  |       | Puntenkoers, Scratch, Ploegenachtervolging |       |                                               |
| 2005  |       | Ploegenachtervolging                       |       |                                               |
| 2006  |       | Ploegenachtervolging                       |       | Zuid-Amerikaanse Spelen: Ploegenachtervolging |
| 2007  |       | Ploegkoers                                 |       | Pan-Amerikaanse Spelen: Ploegenachtervolging  |
| 2008  |       | Ploegkoers, Ploegenachtervolging           |       |                                               |
| 2010  |       |                                            |       | Zuid-Amerikaanse Spelen: Ploegenachtervolging |
| 2011  |       | Ploegenachtervolging, Achtervolging        |       | Pan-Amerikaanse Spelen: Ploegenachtervolging  |
| 2012  |       | Ploegenachtervolging                       |       |                                               |
| 2015  |       | Ploegkoers                                 |       |                                               |

## Wegwielrennen

### Overwinningen
2001
1e etappe Ronde van Chili
2004
10e etappe Ronde van Chili
2005
4e etappe deel A Ronde van Líder
2006
4e etappe deel A Ronde van Chili
2007
2e etappe deel A Ronde van Líder
2008
 Chileens kampioen op de weg, Elite
2017
5e etappe Ronde van Chili

## Ploegen
- 2018 –  Equipo Continental Municipalidad de Pocito

Arriagada · Atencio · Cobarrubia · González · Lucero · Melivilo · Mendoza · Miranda · Moyano · Pereyra · G. Tivani · D. Tivani